# Коваль Костянтин Валерійович
Костянти́н Вале́рійович Коваль — капітан Збройних сил України, учасник російсько-української війни.
Командир 2-ї протитанкової батареї протитанкового артилерійського дивізіону 51-ї бригади. Завдяки йому багато вояків змогли вирвались із Іловайського котла.
Офіцерами були його обидва дідусі і батько. Закінчив Сумське вище артилерійське командне училище. Капітаном став весною 2014 року.
Родина виховує дві доньки 2011 р. н. та 2014 р.н.

## Бойовий шлях
24 серпня 2014 р. батарея, якою керував капітан Коваль, знаходилася біля Кутейникового. О 12:15 розпочався бій, в якому військовики підбили 2 одиниці БМД-2 331-го парашутно-десантного полку Збройних сил РФ. Десант противника поховався в «зеленці», але невдовзі при спробі виходу 10 російських десантників потрапили у полон бійців розвідки 51 ОМБр. Після обстрілу у відповідь батарея втратила 3 гармати «Рапіра»[джерело?]. Після надходження наказу відійшли із 2 гарматами, з особового складу двоє були легкопоранені. Пересувалися в напрямі с. Многопілля гусеничними МТ-ЛБ через залізничну колію, при цьому гусениці у транспортів не позривало.
26 серпня підрозділ ретельно замаскував гармати, увесь ранок провели в очікуванні нападу. Близько 10-ї почався артилерійський обстріл з артилерії та «Градів», військовики нарахували в російській колоні на марші 73 одиниці на відстані від замаскованого підрозділу 7-8 кілометрів. Після 15-ї години на близькій віддалі — до 1,5 км — з'являється іще одна колона.
Капітан Коваль наказав підпустити ворога на відстань 200—300 метрів, після чого розстріляв 2 одиниці МТЛБ-ВМК та одну МТЛБ-6М зі складу 8-ї мотострілецької бригади Збройних сил РФ. Одну з них підбила сусідня обслуга батареї, друга гармата не стріляла, щоб її не виявили. Обслуга гармати під керівництвом Коваля — номер обслуги старший солдат Касьянчук Сергій, механік-водій МТЛБ старший солдат Ковальчук Ярослав, старший навідник рядовий Лукащук Віталій, номер обслуги солдат Русов Олександр.
Кілька діб артилеристи знаходилися в оточенні, пробивалися під шквальним вогнем. При величезних втратах українських сил під Іловайськом формування Коваля — 41 боєць — втратив Шванка Олега Миколайовича зниклим безвісти, решта вийшли із легкими пораненнями. Доводилося повзти по-пластунськи багато кілометрів соняшниковим полем, розділившись на групи, маючи при собі тільки бронежилети і каски.

## Нагороди
21 жовтня 2014 року — за особисту мужність і героїзм, виявлені у захисті державного суверенітету та територіальної цілісності України, вірність військовій присязі під час російсько-української війни, відзначений — нагороджений орденом Богдана Хмельницького III ступеня.